# Circonscription électorale de Shizuoka
La circonscription électorale de Shizuoka (静岡県選挙区, Shizuoka-ken senkyo-ku) est une subdivision électorale de la Chambre des conseillers du Japon, représentant la préfecture de Shizuoka. Quatre conseillers y sont élus selon la méthode du vote unique non transférable.

## Conseillers
| Série 1                           | Série 1                           | Série 1                         | Série 1                         | Élection                        | Série 2                          | Série 2                          | Série 2                         | Série 2                         |
| 1er (1947 : 1er, mandat de 6 ans) | 1er (1947 : 1er, mandat de 6 ans) | 2e (1947 : 2e, mandat de 6 ans) | 2e (1947 : 2e, mandat de 6 ans) | Élection                        | 1er (1947 : 3e, mandat de 3 ans) | 1er (1947 : 3e, mandat de 3 ans) | 2e (1947 : 4e, mandat de 3 ans) | 2e (1947 : 4e, mandat de 3 ans) |
| --------------------------------- | --------------------------------- | ------------------------------- | ------------------------------- | ------------------------------- | -------------------------------- | -------------------------------- | ------------------------------- | ------------------------------- |
|                                   | Toyohisa Morita (ja) (PLJ)        |                                 | Kaichi Kawakami (ja) (Ind.)     | 1947                            |                                  | Yahachi Kawai (ja) (Ind.)        |                                 | Ichizō Hiraoka (ja) (PLJ)       |
| 1950                              | Toyohisa Morita (ja) (PLJ)        |                                 | Kaichi Kawakami (ja) (Ind.)     | Ichizō Hiraoka (PL)             |                                  | Yahachi Kawai (Ryokufūkai)       |                                 |                                 |
| ,1952                             | Toyohisa Morita (ja) (PLJ)        |                                 | Kaichi Kawakami (ja) (Ind.)     | Tadaatsu Ishiguro (Ryokufūkai)  |                                  | Yahachi Kawai (Ryokufūkai)       |                                 |                                 |
|                                   | Takeji Kobayashi (ja) (Ind.)      |                                 | Toyohisa Morita (PL)            | Tadaatsu Ishiguro (Ryokufūkai)  | 1953                             | Yahachi Kawai (Ryokufūkai)       |                                 |                                 |
| 1956                              | Takeji Kobayashi (ja) (Ind.)      |                                 | Toyohisa Morita (PL)            | Chūji Matsunaga (ja) (PSJ)      |                                  | Manpei Suzuki (ja) (PLD)         |                                 |                                 |
|                                   | Masataka Ōta (ja) (PLD)           |                                 | Takeji Kobayashi (PLD)          | Chūji Matsunaga (ja) (PSJ)      | 1959                             | Manpei Suzuki (ja) (PLD)         |                                 |                                 |
| 1962                              | Masataka Ōta (ja) (PLD)           |                                 | Takeji Kobayashi (PLD)          | Manpei Suzuki (PLD)             | Yūkō Kurihara (ja) (PLD)         |                                  |                                 |                                 |
| Takeji Kobayashi (PLD)            |                                   | Chūji Matsunaga (PSJ)           | 1965                            | Manpei Suzuki (PLD)             | Yūkō Kurihara (ja) (PLD)         |                                  |                                 |                                 |
| Takeji Kobayashi (PLD)            | 1968                              | Chūji Matsunaga (PSJ)           | Keizaburō Yamamoto (ja) (PLD)   |                                 | Yūkō Kurihara (ja) (PLD)         |                                  |                                 |                                 |
| Shizu Kawanobe (ja) (PLD)         | 1971                              | Chūji Matsunaga (PSJ)           | Keizaburō Yamamoto (ja) (PLD)   |                                 | Yūkō Kurihara (ja) (PLD)         |                                  |                                 |                                 |
| Shizu Kawanobe (ja) (PLD)         | ,1972                             | Chūji Matsunaga (PSJ)           | Keizaburō Yamamoto (ja) (PLD)   | Toshio Saitō (ja) (PLD)         |                                  |                                  |                                 |                                 |
| Shizu Kawanobe (ja) (PLD)         | 1974                              | Chūji Matsunaga (PSJ)           | Shin'ya Totsuka (ja) (PLD)      |                                 | Shinji Aoki (ja) (PSJ)           |                                  |                                 |                                 |
| Hiroshi Kumagai (ja) (PLD)        | Buichi Katsumata (ja) (PSJ)       | 1977                            | Shin'ya Totsuka (ja) (PLD)      |                                 | Shinji Aoki (ja) (PSJ)           |                                  |                                 |                                 |
| Hiroshi Kumagai (ja) (PLD)        | Buichi Katsumata (ja) (PSJ)       | 1980                            | Shin'ya Totsuka (ja) (PLD)      |                                 | Shinji Aoki (ja) (PSJ)           |                                  |                                 |                                 |
| Yutaka Takeyama (ja) (PLD)        |                                   | Shizuma Kojima (ja) (PLD)       | Shin'ya Totsuka (ja) (PLD)      | 1983                            | Shinji Aoki (ja) (PSJ)           |                                  |                                 |                                 |
| Yutaka Takeyama (ja) (PLD)        | ,1983                             | Shizuma Kojima (ja) (PLD)       | Sakae Fujita (ja) (PLD)         |                                 | Shinji Aoki (ja) (PSJ)           |                                  |                                 |                                 |
| Yutaka Takeyama (ja) (PLD)        | 1986                              | Shizuma Kojima (ja) (PLD)       |                                 | Shinji Aoki (PSJ)               |                                  | Kazuhiko Kimiya (ja) (PLD)       |                                 |                                 |
|                                   | Kijun Sakurai (ja) (Ind.)         | Yutaka Takeyama (PLD)           | 1989                            | Shinji Aoki (PSJ)               |                                  | Kazuhiko Kimiya (ja) (PLD)       |                                 |                                 |
| 1992                              | Kijun Sakurai (ja) (Ind.)         | Yutaka Takeyama (PLD)           |                                 | Kazuhiko Kimiya (PLD)           |                                  | Shinji Aoki (PSJ)                |                                 |                                 |
|                                   | Masataka Suzuki (ja) (Shinshintō) | Yutaka Takeyama (PLD)           | 1995                            | Kazuhiko Kimiya (PLD)           |                                  | Shinji Aoki (PSJ)                |                                 |                                 |
| 1998                              | Masataka Suzuki (ja) (Shinshintō) | Yutaka Takeyama (PLD)           |                                 | Tōru Unno (ja) (Ind.)           |                                  | Yoshihiko Yamashita (ja) (PLD)   |                                 |                                 |
|                                   | Yutaka Takeyama (PLD)             |                                 | Kazuya Shinba (ja) (PDJ)        | Tōru Unno (ja) (Ind.)           | 2001                             | Yoshihiko Yamashita (ja) (PLD)   |                                 |                                 |
| 2004                              | Yutaka Takeyama (PLD)             |                                 | Kazuya Shinba (ja) (PDJ)        | Yukiko Sakamoto (ja) (PLD)      |                                  | Yūji Fujimoto (ja) (PDJ)         |                                 |                                 |
|                                   | Kazuya Shinba (PDJ)               |                                 | Takao Makino (ja) (PLD)         | Yukiko Sakamoto (ja) (PLD)      | 2007                             | Yūji Fujimoto (ja) (PDJ)         |                                 |                                 |
| ,2009                             | Kazuya Shinba (PDJ)               |                                 | Takao Makino (ja) (PLD)         | Hirokazu Tsuchida (ja) (PDJ)    |                                  | Yūji Fujimoto (ja) (PDJ)         |                                 |                                 |
| 2010                              | Kazuya Shinba (PDJ)               |                                 | Takao Makino (ja) (PLD)         | Shigeki Iwai (ja) (PLD)         |                                  | Yūji Fujimoto (ja) (PDJ)         |                                 |                                 |
|                                   | Takao Makino (PLD)                |                                 | Kazuya Shinba (PDJ)             | Shigeki Iwai (ja) (PLD)         | 2013                             | Yūji Fujimoto (ja) (PDJ)         |                                 |                                 |
| 2016                              | Takao Makino (PLD)                |                                 | Kazuya Shinba (PDJ)             | Shigeki Iwai (ja) (PLD)         | Sachiko Hirayama (ja) (PDP)      |                                  |                                 |                                 |
|                                   | Takao Makino (PLD)                | Kazuya Shinba (PDP)             | 2019                            | Shigeki Iwai (ja) (PLD)         | Sachiko Hirayama (ja) (PDP)      |                                  |                                 |                                 |
| ,2021                             | Takao Makino (PLD)                | Kazuya Shinba (PDP)             |                                 | Shinnosuke Yamazaki (ja) (Ind.) | Sachiko Hirayama (ja) (PDP)      |                                  |                                 |                                 |
| 2022                              | Takao Makino (PLD)                | Kazuya Shinba (PDP)             |                                 | Yōhei Wakabayashi (ja) (PLD)    |                                  | Sachiko Hirayama (Ind.)          |                                 |                                 |
|                                   | Kazuya Shinba (PDP)               |                                 | Takao Makino (PLD)              | Yōhei Wakabayashi (ja) (PLD)    | 2025                             | Sachiko Hirayama (Ind.)          |                                 |                                 |